# La Fleur aux dents
Singles de Joe Dassin
L'Amérique
(1970) L'équipe à Jojo
(1971)
Clip vidéo
La fleur aux dents (audio)
Joe Dassin et Dave
La fleur aux dents (live officiel)
La Fleur aux dents est une chanson de Joe Dassin, qui apparait sur son album de 1970 Joe Dassin (La Fleur aux dents).

## Histoire de la chanson
Au printemps 1970, le parolier et ami de Joe Dassin, Claude Lemesle, lui propose un nouveau titre, dont il est auteur et compositeur, qu'il a intitulé Les filles que l'on aime. Joe Dassin n'est pas intéressé. Quelque temps plus tard, Claude Lemesle l'interprète  devant Jacques Pratt, directeur artistique de Joe Dassin, qui cherche un tube pour succéder à L'Amérique et est emballé. Il réussit à convaincre Joe Dassin de l'enregistrer à Londres sous le titre La Fleur aux dents,.
La chanson est intégrée au 4e album studio de Joe Dassin, et sort également en single et 45 tours en janvier 1971,. L'album et le single sont tous les deux des succès. Ce titre se classe n°2 des ventes en France.

## Liste des pistes
Single 45 tours (CBS 5417)
1. La fleur aux dents (2:18)
2. La Luzerne (2:37)

## Classements
| Classement (1971) | Meilleure position |
| ----------------- | ------------------ |
| France            | 2                  |